# Kölzin
Kölzin – dzielnica miasta Gützkow w Niemczech, w kraju związkowym Meklemburgia-Pomorze Przednie, w powiecie Vorpommern-Greifswald, w Związku Gmin Züssow. Do 24 maja 2014 samodzielna gmina.